# Liste der Baudenkmale in Schossin
In der Liste der Baudenkmale in Schossin sind alle Baudenkmale der Gemeinde Schossin (Landkreis Ludwigslust-Parchim) und ihrer Ortsteile aufgelistet (Stand: Januar 2021).

## Legende
In den Spalten befinden sich folgende Informationen:
- ID-Nr: Die Nummer wird von den Denkmalämtern der Landkreise vergeben. Wenn sie nicht bekannt ist, bleibt die Spalte leer. In dieser Spalte kann sich zusätzlich das Wort Wikidata befinden, der entsprechende Link führt zu Angaben zu diesem Denkmal bei Wikidata.
- Lage: die Adresse des Denkmales und die geographischen Koordinaten.
Link zu einem Kartenansichtstool, um Koordinaten zu setzen. In der Kartenansicht sind Denkmale ohne Koordinaten mit einem roten bzw. orangen Marker dargestellt und können in der Karte gesetzt werden. Denkmale ohne Bild sind mit einem blauen bzw. roten Marker gekennzeichnet, Denkmale mit Bild mit einem grünen bzw. orangen Marker.
- Bezeichnung: Bezeichnung, so wie sie in den offiziellen Listen der Denkmalämter steht. Ein Link hinter der Bezeichnung führt zum Wikipedia-Artikel über das Denkmal. Wenn die Bezeichnung der Denkmalämter inhaltlich fehlerhaft ist, ist in der Spalte „Beschreibung“ darauf hinzuweisen.
- Beschreibung: Beschreibung des Denkmales
- Bild: ein Bild des Denkmales und gegebenenfalls einen Link zu weiteren Fotos des Denkmals im Medienarchiv Wikimedia Commons

## Schossin
| ID | Lage                    | Bezeichnung                  | Beschreibung                          | Bild                         |
| -- | ----------------------- | ---------------------------- | ------------------------------------- | ---------------------------- |
|    | Alte Dorfstraße         | Wegweiserstein (1853)        | Laut Inschrift ist der Stein von 1860 | Wegweiserstein (1853)        |
|    | Alte Dorfstraße (Karte) | Gedenksäule vor dem Gutshaus |                                       | Gedenksäule vor dem Gutshaus |
|    | (Karte)                 | Gutspark, ehem.              |                                       | Gutspark, ehem.              |
|    |                         | Gefallenendenkmal            |                                       |                              |
|    | Walsmühler Ende         | Wegweiserstein (1853)        | Laut Inschrift ist der Stein von 1858 | Wegweiserstein (1853)        |

## Mühlenbeck
| ID | Lage                 | Bezeichnung             | Beschreibung | Bild |
| -- | -------------------- | ----------------------- | --- | ---- |
|    | Parkstraße 9 (Karte) | ehem. Gutshaus mit Park | Neoklassizistisches. 2-gesch., 9-achs., sanierter Putzbau von um 1860 mit Portikus und 3-gesch. Turm; nach 1945 Wohnhaus; Gut u. a. der Familie von Behr (vor 1896–1945) |      |

## Quelle
- Denkmallisten des Landkreises Ludwigslust-Parchim (Stand: September 2021)

- Karte mit allen Koordinaten:
- OSM |
- WikiMap